# Heinrich Karl Riedel
Heinrich Karl Riedel (* 20. März 1756 in Schleiz im Voigtland; † 1821 in Berlin) war ein deutscher Architekt, Maler, preußischer Baubeamter und Hochschullehrer.

## Leben
Er wurde als Sohn des Bayreuther Hofbaumeisters Johann Gottlieb Riedel geboren. Seine Brüder waren der Oberbaurat Heinrich August Riedel und der Architekt und Maler Karl Christian Riedel.
Er lernte zuerst bei seinem Vater und erhielt die weitere Ausbildung zum Baumeister in Berlin.
Er wurde Landbaumeister in der Neumark, wo er u. a. als Deichinspektor bei Bewallungsarbeiten im Warthebruch tätig war.
1791 wurde er als Provinzialbaudirektor an die Litauische Kriegs- und Domänenkammer in Gumbinnen versetzt. 1794 erfolgte die Berufung an das Oberbaudepartement in Berlin, wo er 1795 zum Geheimen Oberbaurat ernannt wurde. Von 1799 bis 1820 unterrichtete er an der Bauakademie in der ökonomischen Baukunst.
Im Jahr 1809 wurde er entlassen, wurde aber bei besonderen Bauaufgaben weiter berücksichtigt.

## Schriften
- Über die Erbauung der Schaafställe, besonders über den erforderlichen Raum. In: Sammlung nützlicher Aufsätze und Nachrichten, die Baukunst betreffend. Band 2. Johann Friedrich Unger, Berlin 1797, S. 58–70 (Textarchiv – Internet Archive).
- Sammlung architektonischer äusserer und innerer Verzierungen für angehende Baumeister und Liebhaber der Baukunst. 8 Hefte, Berlin, 1803–1810 (Heft 1: archive.org, Heft 2: digitale-sammlungen.de).
- Von eisernen Brücken. In: Sammlung nützlicher Aufsätze die Baukunst betreffend. Berlin 1798, Band 1, S. 157–169.
- Fernere Nachricht von eisernen Brücken. In: Sammlung nützlicher Aufsätze die Baukunst betreffend. Berlin 1798, Band 1, S. 28–53.
- Taschenbuch über Baumaterialien und Grundsätze zur Anfertigung der Bau-Anschläge, auf mehrere Provinzen des Königl. Preuß. Staates anwendbar. 1806.